# فاينل فانتسي 15
فاينل فانتسي 15 (بالإنجليزية: Final Fantasy XV)(باليابانية: ファイナルファンタジーXV)، (سابقًا: فاينل فانتسي فرسز XIII)، لعبة فاينل فانتسي XV هي لعبة تقمص أدوار من نوع أكشن هي أول لعبة فاينل فانتسي رئيسية تكون من نوع اكشن أر بي جي. وهذا الجزء حسب كلام المطورين سوف يأخد من الأجزء القديمة من بعض وحوش الأستدعاء وبعض الأعداء العاديين. وهذ الجزء يتميز بالعالم المفتوح والجرفكس والقتال. وحسب كلام المطورين هذا الجزء سوف يكون من أكثر الألعاب ترقبًا في السنة 2016 وأضخم ألعاب هذه السنة. حيث صدرت في 29 من نوفمبر.

## أسلوب اللعب
أسلوب اللعب يكمن في القتال الجماعي والفردي. في القتال الجماعي، يقاتل اللاعب مع أصدقائه ويمكنه القيام معهم بحركات جماعية. أما في القتال الفردي فيقاتل اللاعب فقط بشخصية رئيسية تملك أربع أسلحة يمكن التبديل بينها أثناء القتال، كما يمتلك كل واحد من أعضاء الفريق سلاحا واحدا يمكن للاعب أن يأمرهم بالقيام بضربات فردية أو أن يشاركوه بضربات جماعية.
تحتوي اللعبة على أسلحة عديدة مثل رمح، سيف صغير خفيف، خناجر، سيف كبير ومسدس ويمكن تنفيذ ضربة قاضية بالشخصية الرئسية.
كما احتوي اللعبة على وحوش الاستدعاء والسحر ويمكن للاغب رمي النار والثلج والرعد حيث أن اللعبة تعتمد على الاكشن ار بي جي

## نبذة
في هذا الجزء وقبل الشروع في لعبة فاينل فانتيسي 15 يجب عليك مشاهدة الفلم Final Fantasy Kingsglaive التي تقع أحداثها قبل أحداث اللعبة لتفهم قصة اللعبة بالكامل، الآن قصة اللعبة تبدأ عندما يذهب نوكتس مع أعز أصداقائه في رحلة طويلة للزواج من خطيبته لونا، بينما الأمير نوكتس في رحلته قرأ في الصحيفة بأن موطنه قد غزت واستولي عليها بواسطة معاهدة السلام الكاذبة من إمبراطورية نيفلهايم، وأيضًا أنتشرت الإشاعات بأن هو وخطيبته وأبيه الملك ريجس قد قتلوا من قِبَل العدو، ولكي يسترجع قوته المطلوبة ليكتشف الحقيقة واستعادة موطنه يجب على الأمير نوكتس وأصدقائة المخلصون أن يتخطوا الصعاب في عالم مفتوح مذهل مليء بالمخلوقات الضخمة والعجائب المثيرة والأعداء الأقوياء.و الجدير بالذكر أيضًا هو أن عالم اللعبة ليس في عالمنا هذا بل في عالم آخر شبيه بالأرض يسمى «إيوس» أو "Eos".

## وصلة خارجية
- فاينل فانتسي 15 على موقع IMDb (الإنجليزية)

الموقع الرسمي